# Crocifissione con la Vergine, san Giovanni e la Maddalena
La Crocifissione con la Vergine, san Giovanni e la Maddalena è un dipinto realizzato con la tecnica della tempera e oro su tavola del Beato Angelico intorno al 1420. È una delle prime opere realizzate dal celebre pittore rinascimentale e mostra un significativo esempio di transizione tra lo stile gotico e le innovazioni del primo Rinascimento. 

## Descrizione
Il dipinto raffigura la scena della crocifissione di Cristo, con un'attenzione particolare alla rappresentazione delle emozioni e alla composizione equilibrata, elementi che segnano l’innovazione del Beato Angelico. I colori intensi e profondi, come il blu, il rosa-rosso e l’oro, tipici della sua tavolozza, rendono la scena vivida e drammatica. La disposizione dei personaggi e la cura per il dettaglio danno un senso di intimità e raccoglimento, creando un dialogo visivo che guida lo spettatore nell’atto contemplativo. Nella Crocifissione si nota la sensibilità dell’artista verso un naturalismo emergente, pur mantenendo elementi gotici nei dettagli delle figure e nello sfondo. L’uso della prospettiva e la delicatezza con cui sono delineati i personaggi, insieme all'attenzione per l’espressione delle emozioni, dimostrano l’evoluzione stilistica che caratterizza il primo periodo del Beato Angelico. Questo approccio è stato lodato dagli storici dell’arte come Angelo Tartuferi, che ha definito il dipinto un “capolavoro assoluto e indiscutibile” della fase giovanile dell’artista.
La Crocifissione rappresenta una delle poche opere su tavola di piccole dimensioni realizzate dal Beato Angelico, distinguendosi dalle sue pale d’altare monumentali e dai numerosi affreschi commissionati in ambito religioso. Questo aspetto conferisce all’opera un’importanza particolare, offrendo un raro sguardo sullo sviluppo stilistico dell’artista e sul suo approccio alla rappresentazione sacra in un formato più contenuto.